# Lacey Turner
Pour les articles homonymes, voir Turner.
Lacey Amelia Turner, dite Lacey Turner, (née le 28 mars 1988 à Hendon, dans le borough de Barnet, dans le Grand Londres, en Angleterre) est une actrice britannique.
Elle est notamment connue pour son rôle de Stacey Fowler dans la série Eastenders. Elle est aussi connue pour ses rôles dans Bedlam (2012), Switch (2012) et Our Girl (2013).

## Biographie
Lacey est la fille de Les Turner et Bev Turner. Elle a deux sœurs, Daisy Turner et Lily Harvey qui sont actrices elles aussi. Lacey et sa famille habitaient près du lieu de tournage d'Eastenders, elle dit même qu'elle voyait de la fenêtre de sa chambre une partie du square de Eastenders, elle les entendait filmer le soir et elle avait l'habitude de dire à sa maman" je veux être dans ça". C'est comme ça qu'elle a décidé de devenir actrice. A 10 ans elle rentre dans l’école "Sylvia Young Theatre School" afin d'achever son ambition de devenir actrice, elle a arrête au bout d'un an , en pretextant que "ce n’était pas sa tasse de thé" mais elle a récemment révélé qu'elle était harcelée dans cette école. Lacey est ensuite allée dans l'école privée "Peterborough and Saint Margaret's School". Elle allait après l’école à des cours de Danse, de chant et d'acteur.

## Filmographie partielle

### Télévision
- 1985 : EastEnders : Stacey Slater (2004-2010, 2014-....)
- 2011: Frankenstien's wedding
- 2011 : Being Human : La Confrérie de l'étrange :  Lia Shaman
- 2012 : Bedlam : Ellie Flint
- 2012 : Switch : Stella Munroe
- 2013 : Our Girl : Molly Dawes
- 2014 : Call the Midwife : Stella Crangle